# Кинтана Ро
Кинтана Ро (на испански: Quintana Roo) е един от 31-те щата в Мексико разположен в най-източната част на страната на полуострова Юкатан. Кинтана Ро

е с население от 1 501 562 жители (2015 г., 26-и по население), а общата площ на щата е 50 212 км², нареждайки го на 19-о място по площ в Мексико. Граничи с щатите Юкатан и Кампече на север и запад, с Карибско море на изток и с Белиз на юг. Столица на щата е град Четумал.